# Lake Arrowhead (California)
Lake Arrowhead è un census-designated place (CDP) degli Stati Uniti d'America situato in California, nella contea di San Bernardino.